# Santiuste
Santiuste ist ein Ort und eine Gemeinde (municipio) mit 16 Einwohnern (Stand: 2024) im Südwesten der Provinz Guadalajara in der Autonomen Gemeinschaft Kastilien-La Mancha. 

## Lage und Klima
Santiuste liegt in einer Höhe von ca. 915 m in der Kulturlandschaft der Serranía. Die Entfernung zur südsüdwestlich gelegenen Provinzhauptstadt Guadalajara beträgt ca. 44 Kilometer (Fahrtstrecke). Das Klima ist gemäßigt bis warm; Regen (523 mm/Jahr) fällt übers Jahr verteilt.

## Bevölkerungsentwicklung
| Jahr      | 1970 | 1981 | 1991 | 2001 | 2011 | 2021 |
| Einwohner | 107  | 10   | 24   | 21   | 24   | 16   |

## Sehenswürdigkeiten
- Kirche Verklärung des Herrn